# Leda in labod (Uffizi)
Leda in labod je slika olje in smola na plošči iz ok.1505-1507 slikarja iz kroga Leonarda da Vincija. Mogoče je izvirala iz zbirke Gualtieri v L'Aquili in je šla skozi druge, preden jo je leta 1989 od zbirke Spiridon kupil njegov sedanji lastnik galerija Uffizi.
Ta in različice v galeriji Galleria Borghese in Wilton House veljajo za tri najbližje kopije po originalnem Leonardovem izgubljenem delu na isto temo. Bernard Berenson je celo trdil, da je Uffizijeva avtograf Leonarda samega, vendar ga sodobni umetnostni zgodovinarji zavračajo v korist enega Leonardovih študentov, morda Francesca Melzija  z nekaj pomoči pri krajinskem ozadju Joosa van Clevea. Običajno je datirana na konec Melzijevega bivanja v Milanu, preden je z Leonardom odšel v Francijo. Med drugimi predlogi sta Cesare da Sesto ali Fernando Yáñez de la Almedina - slednji je Leonardu pomagal leta 1505 v bitki pri Anghiariju.

## Opis in slog
Upodobitev prikazuje čutno Ledo, ki je objela laboda, poosebitev Zevsa, s krono rož okoli vratu.
Ob ženskih nogah bi se rodila jajca, iz katerih so se po nekaterih različicah mita rodili sestri Helena in Klitajmnestra ter dvojčka Dioscura Kastor in Polidevk. V primerjavi z drugimi izdajami slika kaže večje bogastvo v ozadju, z opazno pozornostjo pri opisovanju trav in cvetov travnika ter okusom nordijskih prednikov v viziji jame, pokrite z rastlinjem in v jezerski pokrajini z mestom. Leonardov je običajno detajl zelo jasnih gora, ki jih megla skoraj ne vidi in označuje prostorsko razdaljo glede na tehniko zračne perspektive.